# Rue Saint-Honoré por la tarde. Efecto de lluvia
Rue Saint-Honoré por la tarde. Efecto de lluvia es una pintura al óleo de 1897 de Camille Pissarro que se encuentra en el Museo Thyssen-Bornemisza de Madrid. Forma parte de una serie de quince obras que el artista pintó durante el invierno de 1897 y 1898 desde la ventana de su hotel parisino de la place du Théâtre Français.

## Obra
El trabajo se realizó hacia el final de su carrera, cuando abandonó sus experimentos con el puntillismo y volvió a un estilo impresionista más relajado. Forma parte de una serie de obras que Pissarro realizó en 1897-98 desde una ventana del Hôtel du Louvre, mirando hacia abajo a través del borde de la place du Théâtre Français (ahora la Place André-Malraux) y a lo largo de la rue Saint-Honoré.
Pissarro captó la escena a primera hora de la tarde. Se aprecia la circulación de varios coches de caballos por la calle y que los peatones, de todos los estratos sociales, los trata de manera individual y no en masa. Siguen cayendo algunas gotas de lluvia, lo que algunos llevan sus paraguas abiertos. En otra de las versiones, la escena se encuentra iluminada por la luz fuerte del sol de la mañana y en la tercera, la ciudad se ve ensombrecida por la ténue luz del atardecer. La pintura mide 81 cm × 65 cm.
La pintura se muestra en el Museo Thyssen-Bornemisza de Madrid desde su inauguración en 1992. Fue comprado en 1976 por el barón Hans Heinrich von Thyssen-Bornemisza en la Hahn Gallery de Nueva York a un coleccionista estadounidense que lo había comprado en la Knoedler Gallery de Nueva York en 1952. En 1993, el barón lo vendió con el resto de su colección de 775 obras al estado español por 350 millones de dólares. La afirmación de que la pintura era arte expoliado por los nazis fue desestimada en 2019 y 2020 por los tribunales de EE. UU. Sin embargo, en septiembre de 2021, la Corte Suprema de Estados Unidos aceptó el certiorari para revisar esa decisión.

## Procedencia
El cuadro fue comprado a Pissarro por el empresario alemán Julius Cassirer en 1897, y fue heredado por su hijo Fritz Cassirer y después por la esposa de Fritz, Lilly. Ella se volvió a casar, pero en 1939, como judía alemana, se vio obligada a vender la pintura a Jakob Scheidwimmer, un funcionario del Reichskammer der bildenden Künste, por el bajo precio de 900 reichsmark para obtener un visado de salida, poco antes del estallido de la Segunda Guerra Mundial. La pintura se vendió en una subasta en Berlín en 1943 por 95.000 RM y desapareció de la vista del público. En 1958, un tribunal alemán otorgó a Lilly Cassirer Neubauer una compensación de 120.000 marcos alemanes, el valor de mercado justo por la obra.

En 2005, el nieto de Lilly, Claude Cassirer, y otros herederos presentaron una reclamación para recuperar la pintura. En enero de 2011, el gobierno español denegó una solicitud del embajador de Estados Unidos para devolver la pintura, y en 2015 un tribunal español dictaminó que la pintura pertenecía al museo. En abril de 2019, el Tribunal de Distrito de los Estados Unidos para el Distrito Central de California dictaminó que la pintura pertenece a la Fundación Colección Thyssen-Bornemisza, sobre la base de que el barón y luego el museo no sabían que se trataba de arte saqueado cuando lo compraron. Si bien esa decisión fue confirmada por la Corte de Apelaciones del Noveno Circuito de los Estados Unidos en 2020, en septiembre de 2021, la Corte Suprema de los Estados Unidos aceptó certiorari para revisar la decisión del Noveno Circuito.

1898 pintura de la misma escena al sol: La rue Saint-Honoré: effet de soleil, après-midi ("Rue Saint-Honoré, efecto del sol, tarde"), Museo de Arte Nelson-Atkins
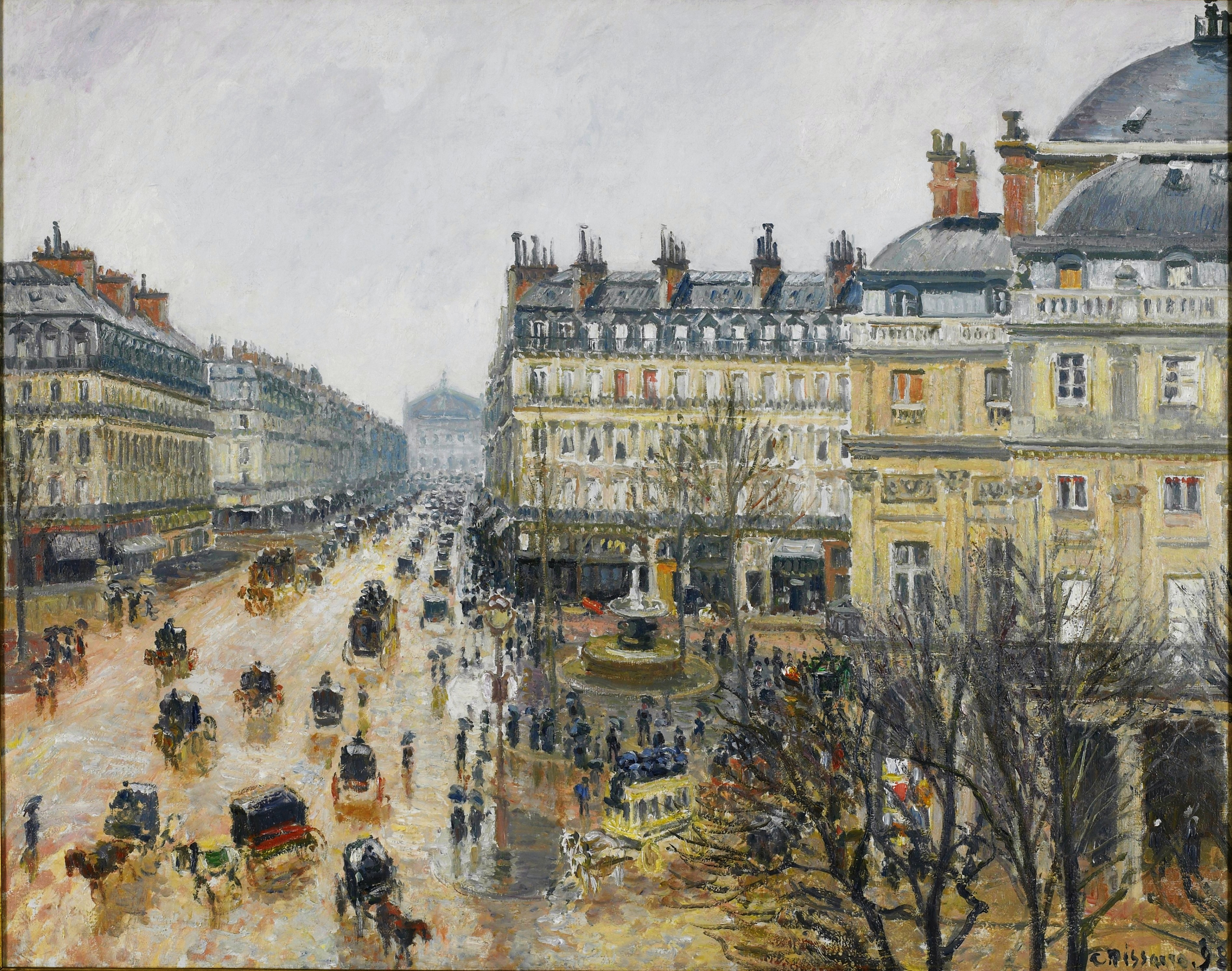
Vista adyacente, Place du Théâtre Français: effet de pluie ("Place du Théâtre Français, efecto de la lluvia") 1898, Minneapolis Institute of Art